# Johannes Brachtendorf
Johannes Brachtendorf (* 1958 in Bochum) ist ein deutscher Philosoph.

## Leben
Er studierte Philosophie, katholische Theologie, Musikwissenschaft und Kunstgeschichte in Bochum, Berlin, Regensburg, Wien und Tübingen. Assistent wurde er 1992 am Lehrstuhl für Philosophische Grundfragen der Theologie der Universität Tübingen. Von 1995 bis 1997 war er Visiting scholar an der University of Notre Dame. Zum Privatdozenten wurde er 1998 am Philosophischen Seminar der Universität Tübingen ernannt. Als Gastprofessor lehrte er 2000/2001 am Institut für Christliche Philosophie der Universität Innsbruck. Zum Inhaber des Endowed Chair in the Thought of Augustine wurde er 2002 an die Villanova University berufen. Von 2003 bis 2004 hatte er den Lehrstuhl für Geschichte der Philosophie und philosophisch-theologische Propädeutik der Theologischen Fakultät Paderborn inne. Seit 2004 ist er Professor für philosophische Grundfragen der Theologie der Universität Tübingen.
Seine Forschungsschwerpunkte sind Metaphysik, Philosophie des Geistes und Religionsphilosophie.

## Schriften (Auswahl)
- Fichtes Lehre vom Sein. Eine kritische Darstellung der Wissenschaftslehren von 1794, 1798/99 und 1812. Schöningh, Paderborn 1995, ISBN 3-506-71399-X (zugleich Dissertation, Tübingen 1992).
- Die Struktur des menschlichen Geistes nach Augustinus. Selbstreflexion und Erkenntnis Gottes in De Trinitate . Felix Meiner, Hamburg 2000, ISBN 3-7873-1435-0 (zugleich Habilitationsschrift, Tübingen 1998).
- als Herausgeber: Gott und sein Bild – Augustins De Trinitate im Spiegel gegenwärtiger Forschung. Schöningh, Paderborn 2000, ISBN 3-506-71401-5.
- als Herausgeber: Prudentia und Contemplatio – Ethik und Metaphysik im Mittelalter. Festschrift für Georg Wieland zum 65. Geburtstag. Schöningh, Paderborn 2002, ISBN 3-506-71402-3.
- Augustins Confessiones. Wissenschaftliche Buchgesellschaft, Darmstadt 2005, ISBN 3-534-15423-1.
  - Milton Camargo Mota (Übersetzer): Confissôes De Agostinho. Edições Loyola, São Paulo 2008, ISBN 9788515035953.
- als Herausgeber: Augustinus von Hippo: Über den freien Willen/De libero arbitrio (= Opera, Band 9). Drecoll, Paderborn 2006, ISBN 3-506-71764-2.
- als Herausgeber mit Stephan Schaede, Gregor Nickel und Thomas Möllenbeck: Unendlichkeit. Interdisziplinäre Perspektiven (= Religion und Aufklärung, Band 15). Mohr Siebeck, Tübingen 2008, ISBN 3161497805.
- als Herausgeber mit Stephan Herzberg: Einheit und Vielheit als metaphysisches Problem (= Collegium Metaphysicum, Band 3). Mohr Siebeck, Tübingen 2011, ISBN 3-16-151033-X.
- als Herausgeber: Thomas von Aquin: Über das Glück/De beatitudine (= Philosophische Bibliothek, Band 647). Meiner, Hamburg 2012, ISBN 978-3-7873-2402-6.
- als Herausgeber mit Stephan Herzberg: Vergebung. Philosophische Perspektiven auf ein Problemfeld der Ethik. mentis, Münster 2014, ISBN 978-3-89785-631-8.